# 天主教塔爾馬教區
天主教塔爾馬教區（拉丁語：Dioecesis Tarmensis）是秘魯一個羅馬天主教教區，屬萬卡約總教區。
1958年5月15日設自治監督區，1985年12月21日升為教區。
教區包括胡寧大區和帕斯科大區各兩省。2010年有教友554,000人（佔轄區總人口85.0%）、十八個堂區、廿五名司鐸。現任教區主教為理查德·達彌爾·阿拉康·烏魯齊亞。